# Fourme de Montbrison
El Fourme de Montbrison es un queso azul de leche de vaca elaborado en las regiones de Ródano-Alpes y Auvernia al sur de Francia. Toma su nombre de la ciudad de Montbrison en el departamento de Loira. La palabra fourme procede del latín forma, la misma raíz de la que se cree que derivó fromage (‘queso’).
El queso se fabrica en bloques cilíndricos altos pesando de 1,5 a 2 kg, con 13 cm de diámetro y 19 de alto, si bien suele venderse en tiendas en rodajas mucho más cortas.
El Fourme de Montbrison tiene una característica corteza marrón anaranjada con una pasta de color crema, salpicada con moderadas vetas de moho azul. Su estado de Appellation d'Origine Contrôlée le fue concedido en 1972 por decreto conjunto con el Fourme d'Ambert, un queso azul parecido también de la misma región. En 2002 ambos quesos recibieron la certificación AOC por derecho propio, reconociéndose las diferencias en su fabricación.
Con un aroma rancio, es extremadamente suave para tratarse de un queso azul y tiene un gusto seco.

## Fabricación
La cuajada se sala y se mete en moldes antes de retirarse y disponerse en estantes de madera de picea. Se gira a mano, 90° cada vez, durante un periodo de 12 horas. Se inyecta con esporas de penicillium roqueforti, y más tarde con aire para formar burbujas en la masa que fomenten el desarrollo de las esporas.
Debe envejecer durante al menos 28 días, aunque es más frecuente dejarlo unas 8 semanas. Se emplean unos 20–25 litros de leche para elaborar cada pieza. Por ley los quesos solo pueden fabricarse en cualquiera de las 33 comunas de los Monts du Forez en los departamentos de 
Puy-de-Dôme y Loira.
El queso terminado tiene un contenido graso mínimo del 50%, y aunque la mayoría de la producción emplea leche pasteurizada, los pujantes fabricantes artesanales emplean leche cruda. La producción total en 2005 fue de 495 toneladas.

## Denominación de origen
A nivel nacional, en Francia, el Fourme de Montbrison es reconocido como appellation d'origine contrôlée (AOC) desde el 9 de mayo de 1972, como Fourme d’Ambert o Fourme d’Ambert et de Montbrison; luego en 2002 las AOC se separían y el Fourme de Montbrison obtuvo su AOC propia. A partir de 1996, es una denominación de origen protegida (PDO) ante la Unión Europea. A nivel internacional, cuenta con registro como denominación de origen, conforme al Sistema de Lisboa, ante la Organización Mundial de la Propiedad Intelectual, desde el 29 de junio de 1998.